# José Rosa Pinto
José Manuel Rosa Pinto (Faro, 20 de Setembro de 1941 - 5 de Janeiro de 2018), foi um militar português, que se distinguiu principalmente pela sua carreira como botânico.

## Biografia

### Nascimento
José Manuel Rosa Pinto nasceu na cidade de Faro, em 20 de Setembro de 1941.

### Carreira militar e profissional
Enveredou pela carreira nas forças armadas, no ramo da Infantaria, tendo-se licenciado em ciências militares. Fez parte de missões militares a Angola, Moçambique e Guiné, tendo nessa altura iniciado o seu interesse pelo estudo da natureza, primeiro por insectos e depois por plantas. Após a Revolução de 25 de Abril de 1974, foi colocado em Angola como oficial de ligação com as organizações de libertação, tendo nessa altura a patente de capitão. Quando voltou a Portugal, foi transferido para o Arquipélago dos Açores, onde se integrou na universidade em Ponta Delgada. Porém, ainda estava no terceiro ano do curso de biologia quando foi novamente transferido para o continente, interrompendo desta forma os seus estudos sobre botânica. Posteriormente, reformou-se das Forças Armadas, com o posto de coronel, e dedicou-se totalmente à botânica, tendo-se tornado um dos mais eminentes especialistas na flora algarvia.
Colaborou frequentemente com a Universidade do Algarve, tendo sido o fundador, em conjunto com a professor Maria Manuel David, do ALGU - Herbário da Universidade do Algarve, onde também trabalhou até à sua aposentação. Também exerceu durante cerca de cinco anos como professor auxiliar convidado naquela instituição de ensino, na Faculdade de Engenharia e Recursos Naturais. Trabalhou com o município de Loulé, tendo sido um dos principais responsáveis pela identificação de várias espécies vegetais no concelho, com destaque para as Paisagens Protegidas Locais da Rocha da Pena e da Fonte Benémola. Também para a autarquia de Loulé, exerceu como guia em várias visitas e passeios interpretativos, e participou em vários eventos organizados entre o município e a Universidade do Algarve, como as Jornadas de Botânica e Flora do Algarve, e e exposição do herbário ALGU ao vivo, ambas realizadas em 2017.
Também colaborou com a autarquia de São Brás de Alportel desde 2004, durante o planeamento dos primeiros percursos pedestres naquele município, e na organização dos passeios no âmbito do programa Passeios da Natureza, na Quinta do Peral e na Estação de Biodiversidade da Ribeira do Alportel.
Travou conhecimento com vários especialistas na área da botânica, incluindo Carlos Pinto Gomes, professor da Universidade de Évora. Deixou uma vasta colaboração em publicações científicas, e foi autor ou coautor de vários livros, tendo o último sido Flora do Algarve, lançado em 2010. Durante alguns anos, esteve integrado nos corpos sociais do Núcleo do Algarve da Liga para a Protecção da Natureza, tendo nesse sentido organizado vários passeios a zonas emblemáticas da região, como a Rocha da Pena e a Fonte da Benémola. Colaborou igualmente na Flora On, uma base de dados na Internet, lançada pela Sociedade Portuguesa de Botânica. Foi convidado pela Comissão Regional de Reflorestação do Algarve para elaborar, entre 2004 e 2005, a cartografia do plano de recuperação dos incêndios de 2003.

### Falecimento
Faleceu em 5 de Janeiro de 2018, aos 76 anos de idade, devido a vários problemas de saúde, principalmente cardíacos. As cerimónias fúnebres foram realizadas em 8 de Janeiro, na Igreja dos Capuchos, em Faro, e o funeral no dia seguinte, tendo o corpo sido depositado no Cemitério de Faro.

## Homenagens
Em 2012, recebeu a Medalha de Mérito da Universidade do Algarve.
Na sequência do seu falecimento, a Universidade do Algarve decretou três dias de luto académico. As autarquias de Loulé e São Brás de Alportel e a Liga para a Protecção da Natureza também emitiram notas de pesar.

## Obras publicadas
- Flora do Algarve; Serra do Caldeirão e Barrocal (2010)
- Roteiro ecológico da Ria Formosa: Flora (2004) (com Sadat Muzavor e João Eduardo Pinto)
- Plantas do Algarve com interesse ornamental (2004) (com Fernando Santos Pessoa e José Rocha Alexandre)